# Yezoceryx biumbratus
Yezoceryx biumbratus là một loài tò vò trong họ Ichneumonidae.